# Johan Donner
Ej att förväxla med Johan af Donner.
Johan Anders Donner-Amnell, född 20 oktober 1955, är en finlandssvensk filmregissör, manusförfattare och filmproducent, verksam i Sverige. Han är son till filmskaparen Jörn Donner och författaren Inga-Britt Wik samt halvbror till Rafael Donner och Otto Gabrielsson.
Johan Donner är mest känd för filmen Ebba the Movie.